# Paradoxale toewijzing
Paradoxale toewijzing is in het Nederlands recht de toewijzing van het eenhoofdig gezag over een kind aan de ouder bij wie het kind niet zijn hoofdverblijfplaats heeft en die, anders dan de andere ouder, wel de omgangsregeling naleeft.   
Als de ouder bij wie een kind verblijft de omgang van het kind met de andere ouder dwarsboomt, kan de rechter tot paradoxale toewijzing besluiten. Verdere weigering van de 'verblijfsouder' om aan de omgang van het kind met de andere ouder mee te werken geldt daarna automatisch als onttrekking van de minderjarige aan het wettig over hem of haar gestelde gezag, iets wat volgens artikel 279 van het Wetboek van Strafrecht een strafbaar feit is. Justitie kan in dergelijke gevallen tot vervolging overgaan.
Het begrip 'paradoxale gezagswijziging' is geïntroduceerd door Peter Hoefnagels.
Het principe is ook in het buitenland bekend en wordt bijvoorbeeld toegepast in enkele staten van de Verenigde Staten. In Nederland zijn een aantal uitspraken van rechters bekend waarin dit begrip een centrale rol speelt. Voor een voorbeeld zie de externe link.